# نمش‌سنت‌آندراش
نِمِش‌سنت‌آندراش (به مجاری:  Nemesszentandrás) یک منطقهٔ مسکونی در مجارستان است که در زالا واقع شده‌است. نمش‌سنت‌آندراش ۵٫۴۷ کیلومتر مربع مساحت و ۲۸۱ نفر جمعیت دارد.